# Черничко Варвара Іванівна
Варвара Іванівна Черничко (1912, місто Ужгород, тепер Закарпатської області — ?) — українська радянська діячка, вчителька, директор Ужгородської середньої школи № 2 Закарпатської області. Депутат Верховної Ради УРСР 2-го скликання (1947—1951).

## Біографія
Народилася у родині ремісника-шевця. Освіта — середня педагогічна. Учителювала у селах Яворове та Дравці Ужгородського округу Чехословацької Республіки. Проводила активну громадську роботу, зокрема з ліквідації неписьменності та малограмотності серед населення краю.
У 1945—1950 роках — вчителька хімії Ужгородської середньої школи № 2 Закарпатської області.
У 1950—1958 роках — директор Ужгородської середньої школи № 2 Закарпатської області.